# Maria I de Portugal
Maria I de Portugal dita “la Pietosa ” (Lisboa, 17 de desembre de 1734 - Rio de Janeiro, Brasil, 20 de març de 1816) fou princesa del Brasil (1750 – 1777); duquessa de Bragança i reina de Portugal (1777 – 1816); i reina del Brasil (1815 – 1816). Maria I posseïa també els títols honorífics de duquessa de Bragança i Princesa de Beira. Va passar a la història amb el sobrenom Maria la Pietosa per la seva gran devoció religiosa.

## Família
Nasqué el 1734 a Lisboa sent la filla gran del rei Josep I de Portugal i la seva esposa Maria Anna Victòria d'Espanya. Era neta per línia paterna de Joan V de Portugal i Maria Anna d'Àustria i per línia materna de Felip V d'Espanya i Isabel de Farnesi.

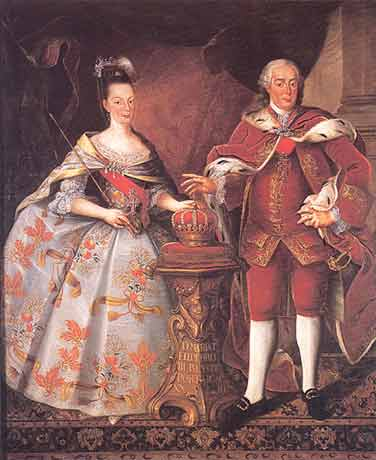
Maria I i Pere III de Portugal

El 6 de juny de 1760, es casà a la catedral de Lisboa amb el seu oncle Pere III de Portugal, fill de Joan V de Portugal i Maria Anna d'Àustria. Aquest enllaça assegurà la continuïtat de la dinastia Bragança. Pel casament, l'infant Pere de Bragança passà a governar el regne de Portugal juntament amb Maria I. D'aquesta unió nasqueren:
- SAR l'infant Josep de Portugal, nat a Lisboa el 1761 i mort a la capital portuguesa el 1788, duc de Bragança i príncep del Brasil. Es casà el 1777 amb la seva tia, la infanta Maria Francesca de Portugal.
- SAR l'infant Joan de Portugal, nat el 1763 a Lisboa i mort el 1763 a la capital portuguesa.
- SM el rei Joan VI de Portugal, nat a Lisboa el 1767 i mort el 1826 a Lisboa. Es casà amb la infanta Carlota Joaquima d'Espanya.
- SAR la infanta Maria Anna de Portugal, nascuda el 1768 al Palau de Queluz i morta el 1788 al Palau d'Aranjuez. Es casà amb l'infant Gabriel d'Espanya.
- SAR la infanta Maria Clementina de Portugal, nascuda el 1774 al Palau de Queluz i morta el 1776 a Lisboa.
- SAR la infanta Maria Isabel de Portugal, nascuda el 1776 a Lisboa i morta el 1777.

## Ascens al tron

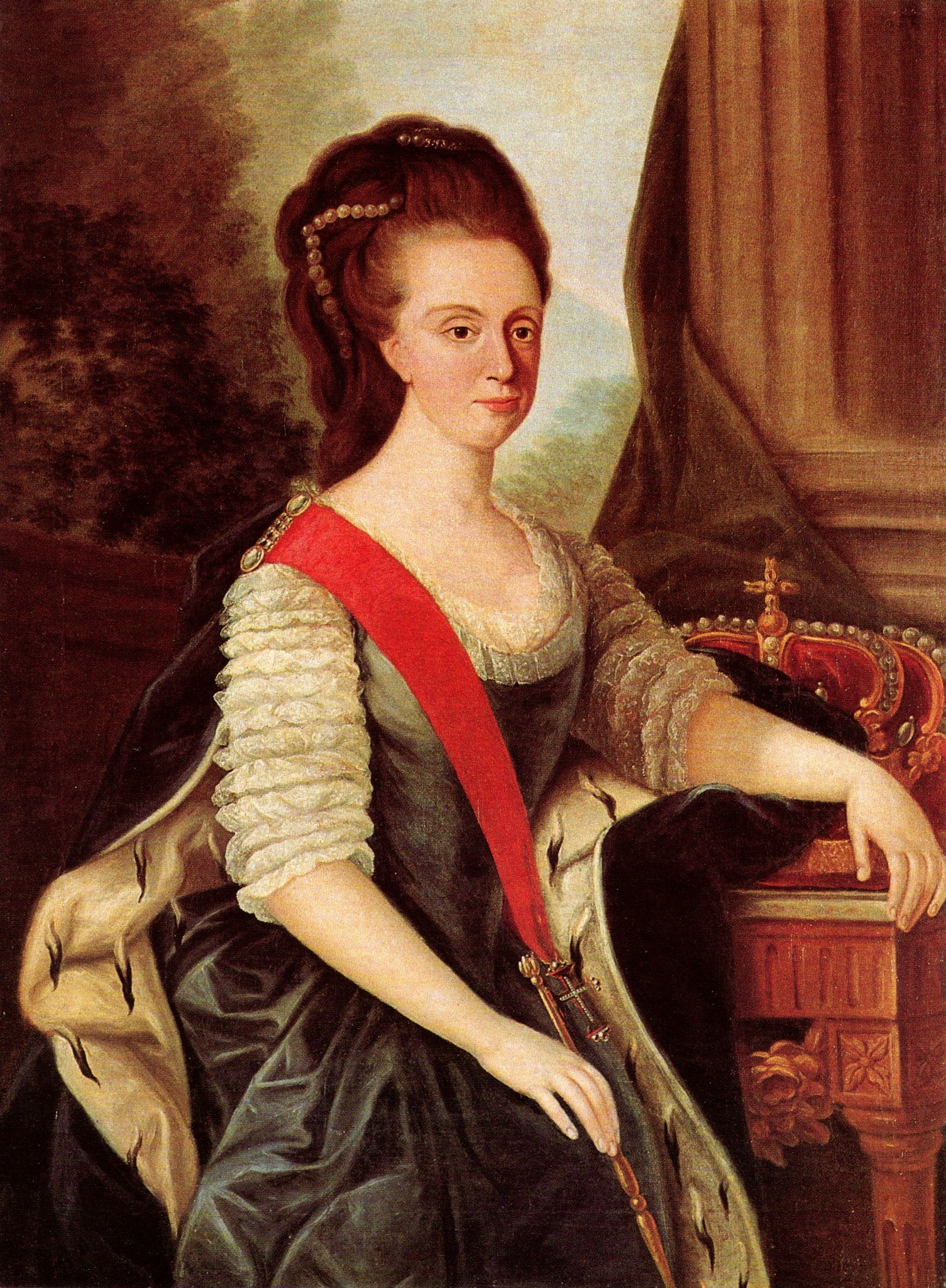
Maria I de Portugal

El seu primer acte com reina va ser l'enviament a l'exili de l'impopular primer ministre, el Marquès de Pombal, a qui mai va perdonar haver maltractat la família Tàvora, a la qual va condemnar a mort.
Maria I va ser una reina amant de la pau, dedicada a les obres socials. També va concedir asil a diversos aristòcrates francesos que fugien de la política del Terror de la Revolució Francesa el 1789. Però es dedicava més a la malenconia i al fervor religiós, per la qual cosa el 10 de febrer de 1792 va ser considerada boja (havia patit un atac de bogeria quan sortia del teatre, el dia 1 d'aquell mateix mes), i això va dur que el seu fill i hereu, Joan VI, assumís la regència.
L'any 1801 Manuel Godoy, amb el suport de Napoleó Bonaparte, va envair Portugal durant alguns mesos i, sota el Tractat de Badajoz de 6 de juny, la regió d'Olivença i part de la Guaiana Francesa va passar al domini d'Espanya. Anys després, en negar-se a complir les ordres de Napoleó per a interrompre el comerç amb el Regne Unit, Portugal va ser envaïda per un exèrcit francoespanyol encapçalat pel mariscal Junot. La família reial portuguesa va fugir al Brasil el dia 13 de novembre de 1807.
Quan Napoleó fou finalment derrotat el 1815, Maria I i la família reial portuguesa restaren al Brasil, creant el nou estat anomenat Regne Unit de Portugal, Brasil i l'Algarve, del qual en fou la primera reina. La reina va morir el 20 de març de 1816 a Rio de Janeiro.